# 康斯坦斯·斯托克斯
康斯坦斯·斯托克斯（英語：Constance Stokes，1906年2月22日—1991年7月14日），原姓帕金（Parkin），是一位曾工作于维多利亚的澳大利亚现代主义画家。1929年前，她一直在维多利亚国立美术学院接受培训，并于获得奖学金后前往伦敦皇家艺术研究院学习。虽然斯托克斯在20世纪30年代的创作很少，但她的作品从20世纪40年代就开始展出。20世纪50年代初，12位澳大利亚艺术家前往加拿大、英国和意大利参加了大型展览，康斯坦斯就是其中两位维多利亚女性之一。
受乔治·贝尔的影响，斯托克斯成为了墨尔本当代艺术家团体的一员，该协会由贝尔于1940年成立。她的作品自该协会成立起就持续受到赞誉，这与她那些维多利亚现代主义画家形成了鲜明对比。英国的菲利普·亨迪爵士和澳大利亚的伯纳德·威廉·史密斯等评论家也曾对她的作品给予过好评。
1962年，丈夫的英年早逝迫使斯托克斯重返画界，并于1964年成功举办了个人画展，这也是她30年来的首次个展。在20世纪70年代和80年代期间，她持续创作并举办展览。1985年，她参加了维多利亚地区艺术馆的回顾展，包括天鹅山地美术馆和吉隆美术馆。斯托克斯于1991年去世，虽然与格蕾丝·科斯辛顿·史密斯和克拉丽斯·贝克特等其他女性艺术家相比并不出名,但她还是作为人物原型出现在安妮·萨默斯于2009年发表的《迷失的母亲》一书中。她的作品在澳大利亚大部分主要画廊展出，包括澳洲国立美术馆和维多利亚国立美术馆，只有新南威尔士美术馆是澳大利亚唯一一家未收藏其作品的机构。

## 早年进修

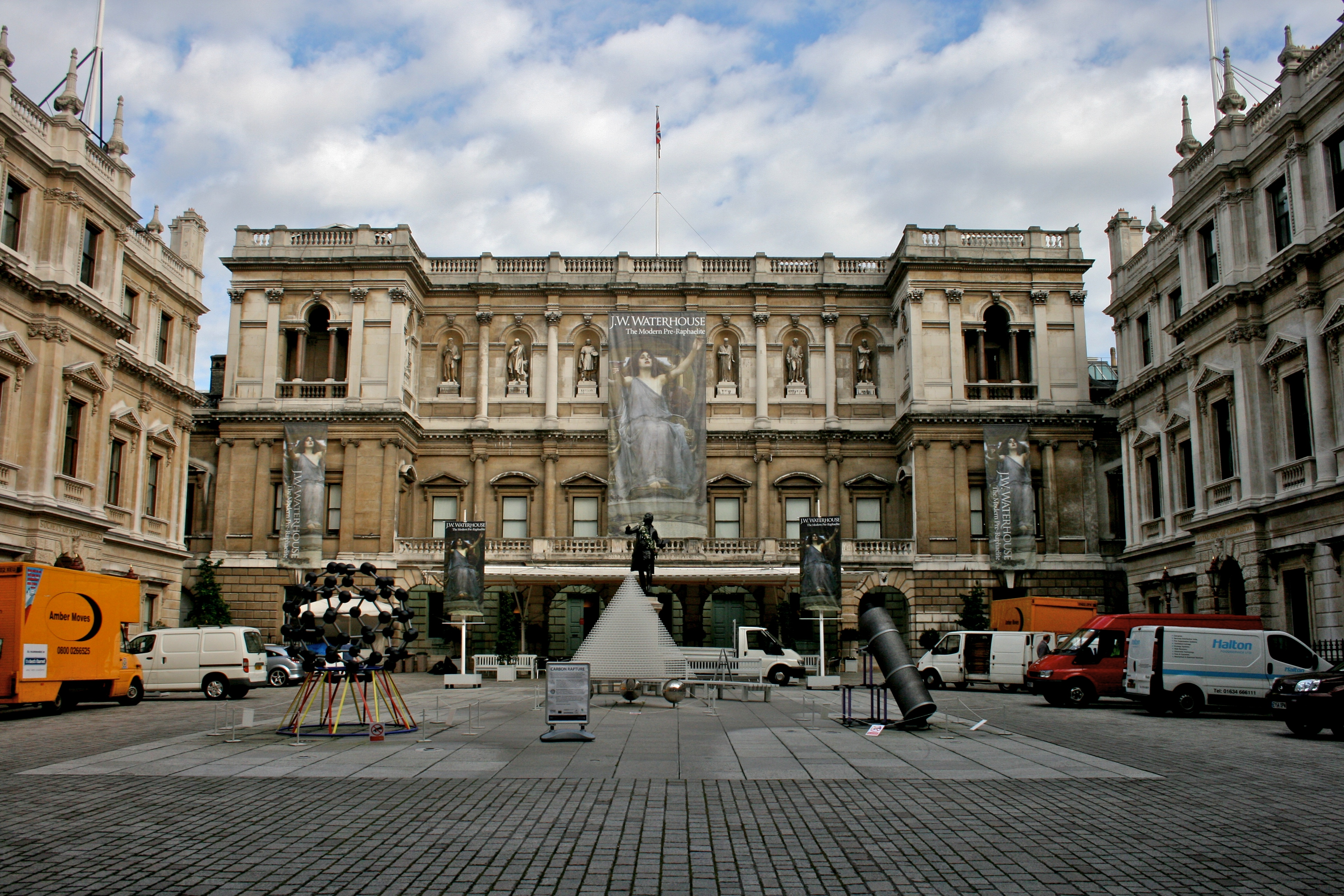
20世纪30年代，斯托克斯就读于伯林顿府皇家艺术学院，该学院于1953年展出其画作。

康斯坦斯·帕金1906年生于维多利亚西部尼尔附近的米拉姆村。1920年全家搬到墨尔本，她在基尤郊区的吉纳扎诺修道院完成学业。康斯坦斯很矮，身高不及五英尺，头发乌黑。1925年至1929年，她在墨尔本的維多利亞國立美術館接受训练。在1925年至1926年的夏天，艺术馆举办了一场比赛，要求学生们以节日为主题作画。康斯坦斯凭借风景画获奖。这场比赛的评委正是艺术家乔治·贝尔，一位对康斯坦斯艺术生涯影响深远的人。
 

1930年，斯托克斯和其他艺术家一起在墨尔本雅典娜艺术馆办展。她的作品《莫蒂尔夫人的肖像》是海德堡画派著名画家阿瑟·斯特里顿 赞赏的两幅作品之一。阿瑟·斯特里顿认为这幅作品具有“罕见的吸引力”，它“清澈而明亮”。在学业后期，斯托克斯获得了维多利亚艺术学院国家美术馆著名的国家旅游奖学金，这使她得以继续在伦敦皇家艺术学院深造。 除了在皇家艺术学院的教育经历，她还在1932年前往巴黎师从法国立体派画家和雕塑家安德烈·洛特。第二年，她回到澳大利亚并嫁给商人埃里克·斯托克斯。二人定居在墨尔本的科林斯街，他们的三个孩子陆续降生于1937年至1942年间。 之后，斯托克斯在图拉克的家中成立了一间工作室，这是一所由建筑师爱德华·比尔森设计的现代主义住宅。

## 艺术生涯

### 前期生涯：1934年至1952年
斯托克斯于1934年从欧洲蜜月旅行归来，但在随后几年里，并未创作出什么作品。虽然斯托克斯全天泡在科林斯街公寓的工作室，但那个时期只有两幅油画和两幅素描为人所知。其中最著名的便是那副创作于1933年至1935年间的村庄，据斯托克斯讲，这幅画深受后印象派画家和肖像画家奥古斯都·约翰的影响。这幅作品曾在维多利亚国立美术馆举办的首届当代艺术展览中展出，也出现在1941年纽约大都會藝術博物館的巡回展中，随后又远赴加拿大参加展览。1946年，斯托克斯将这幅作品交给维多利亚国家美术馆。  20世纪中期，墨尔本艺术界曾出现分歧，这与冷战时期复杂的文化政治交织在一起。20世纪40年代末，艺术界出现了反对现代主义的运动，音调主义随之流行开来。作为对这一潮流的不完全回应，艺术家乔治贝尔在1940年成立了名为“墨尔本当代艺术家”的展览团体。贝尔曾是一名战时艺术家，也是维多利亚艺术界颇具影响力的成员。二战后，他被派往维多利亚绘画学院的国家美术馆任教。受贝尔的影响，斯托克斯的现代主义风格尤为明显，她和墨尔本当代艺术家们一同参展，这其中有拉塞尔·德赖斯代尔和萨利·赫尔曼。
斯托克斯的才华一直在线，但她那些现代主义同行们却未能如此。1945年，在墨尔本当代艺术家们举办的展览上，艺术评论家艾伦·麦卡洛克注意到，这些作品越来越缺乏原创性，以往的标准仅由少数成员维持，这其中之一便是斯托克斯。她的作品《家庭》因设计精妙和制作精良受到赞誉。 然而，一年后，麦卡洛克乐观地表示，这次展览是迄今为止最好的一次，并再次赞赏了斯托斯克横溢的艺术才华。 六年后，在1952年的展览上，墨尔本的评论家阿格斯和1945年的麦卡洛克一样不为所动，他认为此次展览无疑暴露了墨尔本艺术界缺乏创新的事实，不过他还是挑出了一小部分作品予以褒奖。这其中之一就是斯托克斯的《基督、西蒙、安德鲁》，用麦卡洛克的话形容就是，“真情实感昭然若揭”。
斯托克斯不仅在家乡墨尔本广受赞扬，她的一幅肖像画与维多利亚国家美术馆馆藏的其他六幅画作一起被借出并展于澳大利亚另一个城市珀斯。该城市的《西澳报》选择斯托克斯的一副名为《擦头发的少女》的画作来讲述展览轶闻。该报认为这幅作品的出彩之处正是在于其沉稳的画风、亮丽的色彩以及对人物和背景的娴熟处理。 维多利亚国家美术馆之后将这件作品命名为《擦头发的女人》， 而这正是1947年在策展人和艺术家达瑞尔·林赛的授意下购得的，6并且很快就要前往比珀斯更远的地方参展了。

### 后期生涯：1953年至1989年
1953年，12位澳大利亚艺术家应英国首相罗伯特·孟席斯和英国艺术理事会的邀请前往伦敦参展。除伦敦外，这些作品还在英国其他5座城市和威尼斯双年展上展出。在入选的12位艺术家中，只有包括斯托克斯在内的两位来自维多利亚，其余均来自新南威尔士州。她的三幅作品，包括《擦头发的女人》在内， 与澳大利亚20世纪中期最杰出艺术家的作品一起展出，这其中包括亚瑟·博伊德、罗素·德赖斯代尔、威廉·多贝尔、西德尼·诺兰、劳埃德·里斯、唐纳德·弗兰德和弗兰克·欣德。尽管这些杰出的画家都被选中参加展览，但当作品在伦敦展出时，斯托克斯的《穿红色紧身裤的女孩》引起了评论界的关注和称赞。该作品受到英国国家美术馆馆长菲利普·亨迪爵士的赞赏，并被《泰晤士报》的艺术评论家称为“伦敦艺术展一周最佳”。 然而，悉尼的一些艺术家并不以为然。新南威尔士州皇家艺术协会竟在一次会议上敦促首相孟席斯出面干预，与会成员形容这些画作是“汇于一处的史上最糟”。 但是，此次展览的发起者——英联邦艺术顾问委员会成员认为，这将是迄今为止澳大利亚艺术界最具实质性的一次宣传。 第二年，墨尔本大学美术教授约瑟夫·伯克称赞斯托克斯的画作，特别提及她在1953年展览会上令观众着迷的作品。他写道，“康斯坦斯·斯托克斯”是一位“以古典主义为毕生理想的画家。(她的)《穿红色紧身裤的女孩》，以其丰富的威尼斯色彩，巧妙地留存了古典传统的不朽和谐。
宗教主题时常出现在斯托克斯的画作中，收藏于维多利亚国家美术馆的《洗礼》便能体现这点。可尽管对宗教主题热情不减，这位艺术家却只在1953年被提名过布雷克宗教艺术奖。阿德莱德报纸《每日邮报》的评论家埃斯蒙德·乔治称赞这幅(作者身份不详的)作品具有“对艺术的极大兴趣”。 然而，斯托克斯对获奖并不太感兴趣，以致于没有再参加比赛。“现在是抽象画的时代了”，她对一位采访者如是说。
埃里克·斯托克斯在1962年意外去世，康斯坦斯失去至亲，一位老朋友说自那时起她便再未走出悲痛。面对沉重的抵押贷款，斯托克斯重拾画笔。两年后，她举办了30多年来的首场个展。那场展览展出了她的43件作品，其中27幅价格不菲，高达150基尼（英国旧货币单位）。这次展览也给她带来了经济上和名誉上的双丰收:斯托克斯赚了4000多基尼，并且收获了艺术历史学家和评论家伯纳德·威廉·史密斯的赞扬。她的20世纪60年代、70年代和80年代都是在不断创作和办展中度过的。斯托克斯后期作品的色彩或浓或淡，无不反映了亨利·马蒂斯的艺术风格对她的影响，这是她很欣赏的艺术家。 她的创作主题也发生了变化，从古典主义的静物、人像和裸体到装饰画。即便如此，斯托克斯的作品仍广受好评。在1975年墨尔本大学举办的澳大利亚女性艺术家展，以及1977年维多利亚地区画廊协会举办的巡回展“1940-1965：澳大利亚绘画的英雄岁月”中都有斯托克斯作品的身影。斯托克斯的最后一幅画是1989年创作的《掉进兔子洞的爱丽丝》；她于1991年在墨尔本去世。

## 艺术影响
作为艺术的标准参考，麦卡洛克澳大利亚艺术百科全书将斯托克斯描述成“维多利亚现代主义运动的领军人物”。然而，并不是所有的评论家都对斯托克斯的作品有如此高的评价。艺术史学家克里斯托弗·希斯考特虽然承认同时代人对斯托克斯的作品的认同，但却表示，“(墨尔本大学)的工作人员对少数不怎么出名的艺术家提供了强有力的支持，比如康斯坦斯·斯托克斯……而对当地其他更好的作品几乎不曾关注。” 尽管斯托克斯出现在麦卡洛克指南中，却在澳大利亚艺术评论中的存在感却很弱。然而，女权主义作家安妮·萨默斯却认为情况不尽全然如此，例如乌苏拉·霍夫的《维多利亚国家美术馆杰作》、珍妮·伯克的《澳大利亚女性艺术家》和《百年岁月：1840-1940》都多次提及斯托克斯那幅广为人知的《擦头发的女人》。学术艺术家、艺术史学家伯纳德·威廉·史密斯和约瑟夫·伯克在斯托克斯有生之年就对其作品大加称赞。斯托克斯虽然逐渐被世人淡忘，但其作品仍有可观的二级市场。
斯托克斯通过安妮·萨默斯于2009年出版的《迷失的母亲》一书重新获得了一些名气。在这本书中，斯托克斯和她的画作是萨默斯自己家庭故事的核心。 萨默斯将斯托克斯的一如既往的缄默低调与艺术家格蕾丝·科斯辛顿·史密斯和克拉丽斯·贝克特的戏剧性形成对比，这两位艺术家都受到颇有名望的画廊策展人关注。 萨默斯认为斯托克斯的命运是受很多因素影响的，其中就包括她与乔治贝尔的关系。贝尔曾毁掉了自己早期诸多画作，并且固执己见继续修改旧作品，以及艺术保守主义，这些都限制了自己日后的发展。萨默斯还指出，斯托克斯的作品缺少一位高调的拥护者，不仅如此，在“悉尼是思想和实践的发源地，是成名的不二之选”这样的言论盛行的时代，她还缺少了对自己墨尔本身份的认同。 但历史学家海伦·托普利斯却不全然这样认为，并强调说，斯托克斯是因为供养家庭才“偏离”了她的职业。
斯托克斯的作品回顾展于1985年在维多利亚地区画廊展出，包括天鹅山地美术馆和吉隆美术馆。第二年，她的作品展在悉尼的几家国立画廊和S.H. 欧文美术馆展出。1992年，她的作品被陈列在维多利亚国家美术馆名为“古典现代主义:乔治贝尔画派”的展览上，1993年，该美术馆继续展出了她的画作。
澳大利亚绝大多数藏馆都收藏着斯托克斯的作品，比如，《村庄》就是维多利亚国家美术馆的13幅藏品之一。斯托克斯与维多利亚，尤其是墨尔本的文化环境紧密相连，因此获得维多利亚多家美术馆的青睐。其中包括巴拉瑞特美術館，贝纳拉艺术馆，吉隆艺术馆，莫宁顿半岛区域艺术馆，和天鹅山地美术馆。其他拥有斯托克斯作品的博物馆是澳洲国立美术馆、南澳美术馆、北领地美术博物馆以及昆士兰美术馆。新南威尔士美术馆是澳大利亚主要艺术机构中唯一没有展出她作品的艺术馆。

## 说明
斯托克斯在一则访谈中也提到了收藏于维多利亚国立美术馆的《擦头发的女人》。《西澳报》里提到的她在维多利亚国立美术馆的画作也是这幅。